# Стеван Пешић
Стеван Пешић (Доњи Ковиљ, 8. јул 1939 — Београд, 7. јул 1994) био је српски и југословенски писац и песник. Посебно је познат по својим путописима са Непала, Тибета и Шри Ланке.

## Биографија
Стеван Пешић је рођен 1936. године у Ковиљу, где је завршио основну школу, а у Сремским Карловцима гимназију. Живео је и стварао у Београду, као слободан уметник. 1965. године му је објављена прва збирка поезије под насловом Месечева енциклопедија.
Пропутовао је многе земље, а највише времена је провео на Тибету, у Индији, Непалу, Шри Ланки. Посебно је познат по својим поетичним путописима са Непала и Шри Ланке (Катманду 1982, Светло острво 1984), у којима износи и озбиљне филозофске идеје. Такође у Катмандуу и Тибетанцима се у српску литературу уводи бисексуалност протагониста као нешто потпуно нормално у Источњачком (будистичком и хиндуистичком) свету. До тада је код нас ова тема махом описивана сензационалистички или је, као код Слободана Селенића у Пријатељима и Очевима и оцима, била део комплекснијег општег ангста (нација, класна припадност исл.).
| „               | У космосу постоји радост као сила, енергија. Није стваралачка, али даје смисао стварању; није јој узрок ни постојање света, јер су јој живот и смрт једнаки. Код животиња и биља је честа, код људи је изузетна милост. | ” |
| — Светло острво | |   |

Стеван Пешић је један од легата Градске библиотеке у Новом Саду. Његова мајка Даринка поклонила је 1988. године новосадској библиотеци велики број књига из његове личне библиотеке, од којих многе имају посвете и потписе аутора.
Иако је за живота објавио више књига, умро је у немаштини 1994. године у Београду.

## Дела
Пешић је углавном писао романе, путописе, поезију, драме и дела за децу.

### Књиге
- Месечева енциклопедија, 1965, збирка поезије
- Катманду, 1982, путопис
- Светло острво, 1984, путопис
- Сарат и Випули, 1984, роман
- Тибетанци, 1988, роман
- Пут у Раџастан
- Велика књига или књига о Ковиљу
- Дописивање с Богом (последња збирка приповедака)

### Драме
- Крилате краве
- Ловачка прича
- Чудесни виноград
- Плава птица
- Курир Јовица
- Омер и Мерима
- Тесла или прилагођавање анђела, која се сматра „једним од најлепших драмских текстова написаних на нашем језику“.[4]

### Драме за децу
- Гуска на месецу
- Град са зечјим ушима
- Кад је Дунав био млад

## Наслеђе
Градска библиотека у Новом Саду и Савет Месне заједнице Ковиљ су 1995. године установили Kњижевну награду „Стеван Пешић”, за прозу, поезију, есеј, путопис и драму. Добитник награде 2018. године био је Александар Гаталица за роман „Последњи аргонаут”.
Његова драма Тесла или прилагођавање анђела премијерно је изведена 24. марта 1995. у Народном позоришту у Београду, а обновљена је 2. јуна 2013. Улица у којој је одрастао у Ковиљу сада носи његово име.